# شاين وارد
شاين توماس وارد (بالإنجليزية: Shayne Thomas Ward) (ولد في أكتوبر 16, 1984) هو مغني بوبِ إنجليزيِ، اشتهرَ في المملكة المتّحدةِ وإيرلندا بعد فوزه بالجزء الثاني من برنامج إكس فاكتور.

## النشأة
ولد وارد في 1984 في كلايتن، مانشستر، لأبوين آيرلنديينِ. لديه أخت توأم اسمها إيما، وخمسة أشقاءِ آخرين: مارك ومارتن ومايكل وليسا وليونا. شاين من مشجعي مانشستر يونايتد, وفي عام 2002 وصل لأقوى 30 من فناني البوب من خلال البرنامج التلفيزيوني الشهير المخرج من قبل فرقة من فتيات بريطانيات الشهيرات Girls Aloud. شاين عمل قبل الشهرة في فرقة تدعى Destiny بالاشتراك مَع إمرأتين: تريسي ميرفي وتريسي لايل، وكان أداؤهم يقتصر على الحانات والنوادي وحفلات الزفاف.

## عمله
في أوائل عام 2005 شارك شاين في برنامج ذا إكس فاكتور وتُوّجَ بفائز إكس فاكتور في 2005, فقد ربح 10.8 مليون صوت هاتف مِن قِبل المشاهدين.
| سنة  | اسم                                                                                              | أعلى مرتبة        | أعلى مرتبة | أعلى مرتبة        | أعلى مرتبة | الشهادات                                               |
| سنة  | اسم                                                                                              | المملكة المتحدة · | الدنمارك · | جمهورية أيرلندا · | السويد ·   | الشهادات                                               |
| ---- | ------------------------------------------------------------------------------------------------ | ----------------- | ---------- | ----------------- | ---------- | ------------------------------------------------------ |
| 2006 | شاين وارد - تاريخ الإصدار : 17 أبريل 2006 - منتج موسيقي: Syco Records - تنسيقات: CD، تنزيل رقمي  | 1                 | —          | 1                 | 8          | - المملكة المتحدة: بلاتين - جمهورية أيرلندا: 4× بلاتين |
| 2007 | Breathless - تاريخ الإصدار: 26 نوفمبر 2007 - منتج موسيقي: Syco Records - تنسيقات: CD، تنزيل رقمي | 2                 | 39         | 1                 | —          | - المملكة المتحدة: بلاتين - أيرلندا: 5× بلاتين         |
| 2010 | Obsession - تاريخ الإصدار: 15 نوفمبر 2010 - منتج موسيقي: Syco Records - تنسيقات: CD، تنزيل رقمي  | 15                | —          | 11                | —          |                                                        |

## روابط خارجية
- شاين وارد على موقع IMDb (الإنجليزية)
- شاين وارد على موقع ميوزك برينز (الإنجليزية)
- شاين وارد على موقع إن إن دي بي (الإنجليزية)
- شاين وارد على موقع أول ميوزيك (الإنجليزية)
- شاين وارد على موقع ديسكوغز (الإنجليزية)